# ميشون
ميشون (بالإنجليزية: Michonne) شخصية خيالية، من مسلسل الرعب والدراما الذي عرض على قناة إيه إم سي؛ الموتى السائرون. إبتكر الشخصية روبرت كيركمان، توني مور وتشارلي ألدراد. أدت الممثلة داناي غوريرا دور ميشون في المسلسل التلفزيوني. ظهرت ميشون في العدد التاسع عشر من سلسلة القصص المصورة، وفي الحلقة الثالثة عشر من الموسم الثاني في المسلسل التلفزيوني في 18 مارس، 2012.

## وصلات خارجية
- ميشون في قاعدة بيانات الأفلام على الإنترنت
- ميشون على موقع AMC